# Le Touquet-Paris-Plage
Le Touquet-Paris-Plage [lə tukɛ paʁi plaʒ] (oder kürzer Le Touquet) ist eine französische Gemeinde mit 4223 Einwohnern (Stand 1. Januar 2022) im Département Pas-de-Calais (62) in der Region Hauts-de-France. Sie gehört zum Arrondissement Montreuil und zum Kanton Étaples. Die Einwohner werden Touquettois genannt.

## Geografie
Das Seebad liegt an der Südseite der Trichtermündung des Küstenflusses Canche in den Ärmelkanal etwa 40 Kilometer südlich von Boulogne-sur-Mer. Auf der anderen Seite der Flussmündung liegt die Stadt Étaples. Der Küstenabschnitt wird Côte d’Opale genannt.

## Bevölkerungsentwicklung
| Jahr      | 1962  | 1968  | 1975  | 1982  | 1990  | 1999  | 2006  | 2011  | 2016  |
| --------- | ----- | ----- | ----- | ----- | ----- | ----- | ----- | ----- | ----- |
| Einwohner | 4.064 | 4.403 | 5.370 | 5.204 | 5.596 | 5.299 | 5.438 | 4.538 | 4.244 |

## Geschichte
1837 kaufte ein Mann namens Alphonse Daloz (1800–1885) das Dünengelände südlich des Flüsschens Canche, pflanzte einen achthundert Hektar großen Wald aus See-Kiefern, Pinien und Buchen und lud später die Elite des Landes zu Jagdgesellschaften ein. Hippolyte de Villemessant, Gründer und Herausgeber der Zeitung Le Figaro hatte die Idee, auf diesem Gelände eine Ferienkolonie für reiche Pariser Bürger zu bauen. Daloz und Villemessant nannten ihr Projekt werbewirksam Paris-Plage.
Ein britisches Syndikat übernahm um das Jahr 1900 (Belle Époque) die weitere Entwicklung von Paris-Plage (mit Luxushotels (siehe: Royal Picardy) und Kasinos, Golfplätzen, Tennisplätzen und einer Pferderennbahn). Pierre de Coubertin war unter anderem drei Jahre lang Sportdirektor der Gemeinde.
Der nahe Bahnhof Étaples-Le Touquet liegt an der Bahnstrecke Longueau–Boulogne, einem Abschnitt der früheren Bahn- und Fährverbindung Paris–London, was vor der Verbreitung des Automobils ein bedeutendes Kriterium war. Zudem verlief in der Nähe die Nationalstraße N 1 von Paris nach Calais.

## Politik
Bürgermeister ist seit der Kommunalwahl 2020 wieder Daniel Fasquelle (LR), nachdem seine Liste (div. D.) knapp mit 51,05 % (1370 Stimmen) vor Juliette Bernard (Div C.) mit 48,95 % (1659 Stimmen) gewonnen hat.

## Sehenswürdigkeiten
Herausragendes Merkmal des Bade- und Luftkurortes ist neben dem Kasino und den Golfplätzen der von der Canchemündung zwölf Kilometer nach Süden reichende und selbst bei Flut ausreichend breite feinsandige Strand. Ein 1855 angelegter Pinienwald am Rand des Ortskerns hingegen hat kaum noch touristischen Wert, da er weitgehend parzelliert und mit Villen bebaut wurde.

### Museum von Le Touquet-Paris-Plage

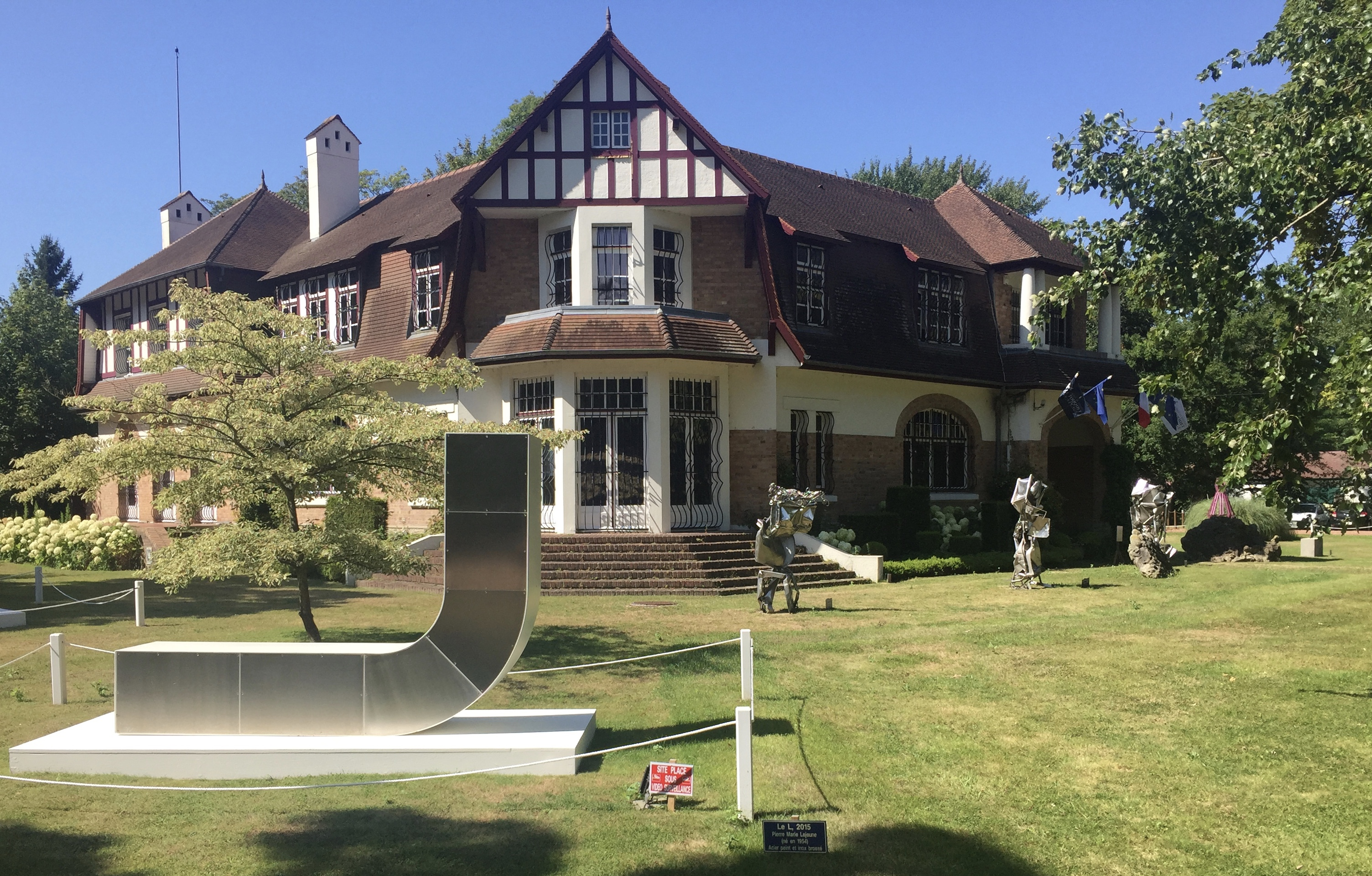
Musée du Touquet-Paris-Plage – Édouard Champion in der Villa Way Side, nordwestliche Ecke der Avenue du Golf und der Avenue du Château

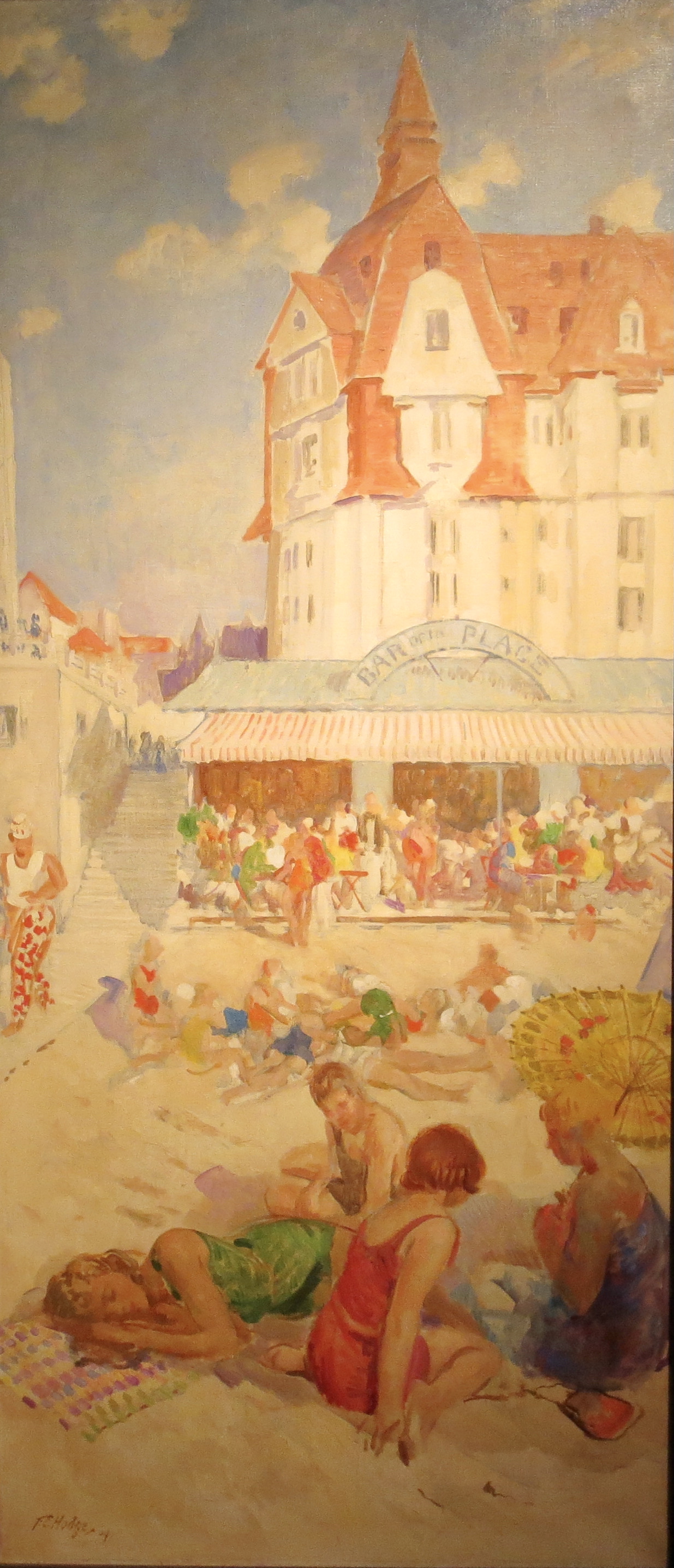
Francis Edwin Hodge (1883–1949): Le Bar de la plage et le Grand Hôtel du Touquet, 1929. Musée du Touquet –Paris-Plage

Das Musée du Touquet-Paris-Plage – Édouard Champion wurde 1932 gegründet. Der erste Direktor des Museums war Édouard Champion. Seit 1989 befindet sich das Museum in der Villa Way Side. Es beherbergt und präsentiert Gemälde, Fotografien, Zeichnungen und Skulpturen vom 19. Jahrhundert bis zur Gegenwart, Werke von Malern der École d’Étaples, Fotografien von Berühmtheiten des frühen 20. Jahrhunderts und andere Objekte (z. B. Plakate), die die Geschichte des Badeortes erzählen. Das Musée du Touquet-Paris-Plage besitzt auch eine kleine Sammlung moderner und zeitgenössischer Kunst, darunter eine Sammlung französischer Künstler der 1950er bis 1970er Jahre. Seit 2002 gehört das Museum zu den Musée de France.

## Verkehr
Im Osten der Stadt führt die Départementsstraße D 940 auf einer Brücke über die Canche nach Étaples. Weiter östlich verläuft die Autobahn A 16 mit der Anschlussstelle 26 (Étaples). In Étaples befindet sich auch der Bahnhof Étaples-Le Touquet an der Bahnverbindung Paris–Boulogne-sur-Mer, der außer von Regionalzügen des TER Nord-Pas-de-Calais auch von Intercités angefahren wird. Der Flughafen Touquet-Côte d’Opale liegt im nordöstlichen Stadtgebiet an der Flussmündung. Er dient hauptsächlich Sport- und Freizeitzwecken. Drei Flugschulen, darunter zwei für Helikopterflüge, sind dort angesiedelt.

## Sportstätten
Von 1903 bis 1905 war Pierre de Coubertin „Sportdirektor“ von Le Touquet, das im Wesentlichen von englischen Investoren aufgebaut wurde. Hier konnte er seine Vorstellungen von idealen, „schönen“ Sportstätten verwirklichen, bei denen er das Schönheitsideal John Ruskins mit den sporttechnischen Notwendigkeiten für eine internationale Klientel gestalten konnte. Für Coubertin war ein „Paradies des Sports“ entstanden, das seinen einzigartigen Charakter bis heute weitgehend bewahrt hat. Das Tennisstadion in Le Touquet ist nach ihm benannt.

## Motorsport
Ebenso ist Le Touquet berühmt für seine internationale Motorrad Dünen-Rally Enduropale von Touquet Pas-de-Calais, welche seit 1975 alljährlich im Februar oder März stattfindet. Seit 2006 wird das Rennen – vorrangig aus Naturschutzgründen – nicht mehr in den Dünen, sondern auf den Strand ausgetragen. Rund 1000 Enduropiloten tragen über drei Stunden das Rennen am Strand aus. Sieger ist, wer die meisten Runden (ca. 16 Kilometer) gefahren ist. Der schnellste Teilnehmer fährt am Strand eine Spitzengeschwindigkeit von über 200 Kilometern pro Stunde. 2005 haben 450.000 Zuschauer die Veranstaltung am Paris-Plage verfolgt und somit ist Le Touquet die größte Motorsportveranstaltung der Welt. Bester nichtfranzösischer Teilnehmer der ersten Enduropale Touquet 2006 war Dirk Röhm vom Beach Racing Team Germany.

## Städtepartnerschaften
Partnerstädte von Le Touquet sind

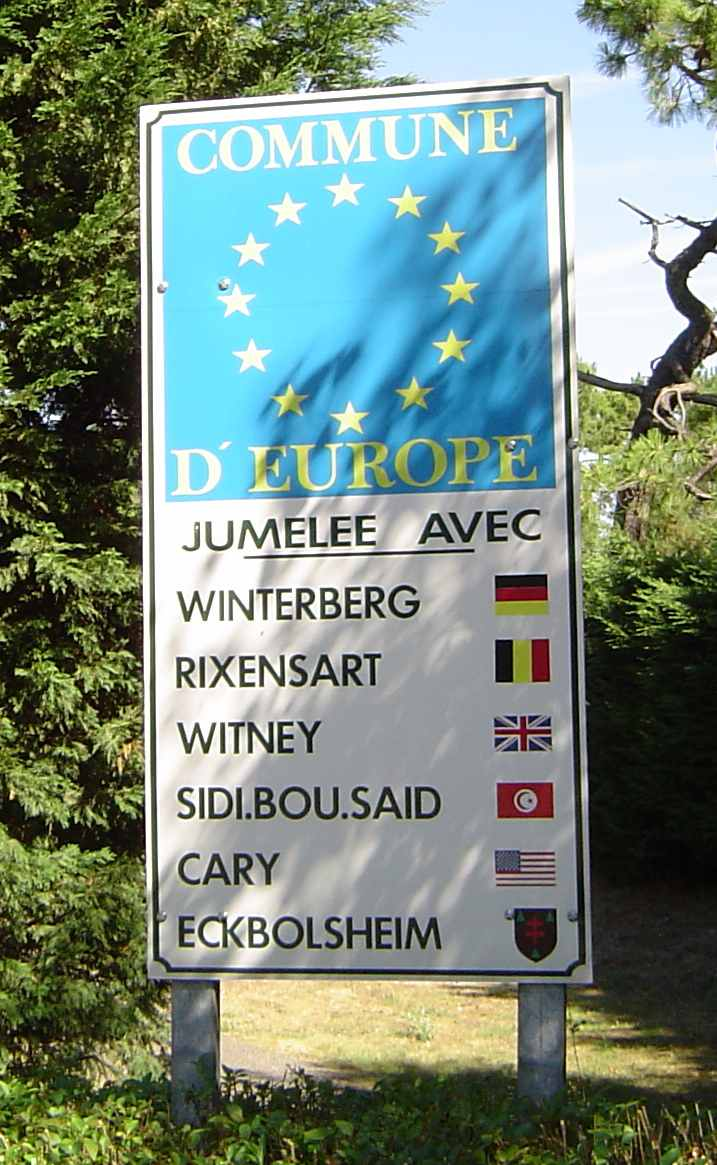
Schild am Ortseingang

- Winterberg in Nordrhein-Westfalen (Deutschland), seit 1966
- Rixensart in Wallonien (Belgien), seit 1970
- Witney in der Grafschaft Oxfordshire (Vereinigtes Königreich), seit 1980
- Sidi Bou Saïd in Tunesien, seit 1984
- Cary (North Carolina) (Vereinigte Staaten), seit 1994
- Eckbolsheim im Elsass (Frankreich), seit 1995

## Persönlichkeiten
- Emmanuel Macron (* 1977), französischer Staatspräsident, besitzt mit seiner Frau Brigitte das Haus Monéjan in der Avenue Saint-Jean
- Jacques Delcourt (1928–2011), Sportfunktionär und Offizier der Ehrenlegion, ehemaliger Präsident des Französischen Karateverbandes, der European Karate Federation und des Karate-Weltverbandes WUKO
- Christian Ferras (1933–1982), Violinist
- Jacques Noyer (1927–2020), französischer Geistlicher und römisch-katholischer Bischof von Amiens